# ديكستر: دم جديد
ديكستر: دم جديد هو مسلسل دراما،جريمة قصير وهو تكملة لمسلسل ديكستر،المسلسل من بطولة مايكل ك. هول،جينيفر كاربنتر وجوليا جونز.تدور أحداث المسلسل بعد 10 سنوات من أحداث الحلقة الأخيرة في مسلسل ديكستر.تم عرض الحلفة الأول من المسلسل على قناة شوتايم في 7 نوفمبر 2021.